# نخل پرشکوه
راونیا ریولاریس(نام علمی: Ravenea rivularis) نام یک گونه از تیره نخل است.